# Virgile Reset
Virgile Reset (né le 3 août 1985 aux Lilas) est un footballeur professionnel français (1.76m, 70 kg). Il est milieu de terrain offensif et évolue à Toulon.
Après sa retraite sportive, Virgile Reset est devenu coach sportif en Valais, Suisse.

## Biographie
Originaire de Plescop (au nord de Vannes dans le Morbihan), il commence le football avec la Vigilante Plémetaise (Côtes-d'Armor) et l'AS Ménimur de Vannes.
En 1998, il intègre le pôle espoirs de Ploufragan, pour deux ans de préformation. 
Il se fait remarquer lors de la saison 2005-2006, œuvrant activement à la montée du FC Lorient en Ligue 1. En fin de contrat et malgré une proposition de son club formateur, il le quitte l'été suivant, recevant du FC Sion (Suisse) une "proposition intéressante avec un challenge sportif important", avec lequel d'ailleurs, il remportera la coupe Suisse en 2009 et participe au but de la victoire 
Lors de l'été 2009, il revient en Bretagne, s'engageant pour trois saisons en faveur du Vannes Olympique Club.
Lors de l'été 2011, il arrive dans le Pas-de-Calais, s'engageant en faveur de Boulogne. Lors de l'été 2012, il est prêté avec option d'achat en faveur de Sedan. Dernier de Ligue 2 avec Sedan et en conflit avec sa direction, le club ardennais décide de se séparer de Virgile Reset qui est alors prié de trouver un nouveau point de chute. Il rejoint alors le FC Fréjus Saint-Raphaël en National. En novembre 2013, il se blesse gravement lors de la 13e journée de championnat, victime d'une rupture totale des ligaments croisés du genou gauche, sa saison est alors terminée. Il ne reste pas plus d'une saison à Frejus mais reste dans le même département en rejoignant le Sporting Toulon, alors en CFA2.

## Clubs successifs
- 2003-2006 :  FC Lorient
- 2006-2009 :  FC Sion
- 2009-2011 :  Vannes OC
- 2011-2013 :  US Boulogne
- 2012-2013 :  CS Sedan (prêt)
- 2013- :  Fréjus Saint-Raphaël[3]

## Palmarès
- Vainqueur de la Coupe de Suisse en 2009 avec le FC Sion
- Joueur le rapide du championnat Suisse en 2006 et 2007